# الکساندر کوبلیاش
الکساندر کوبلیاش (اوکراینی: Олександр Мирославович Кобеляш؛ زادهٔ ۳۰ اوت ۲۰۰۰) بازیکن فوتبال اهل اوکراین است.